# Museu de Benetússer
El Museu d'Història de Benetússer (també conegut com a Museu de Ceràmica) és un museu ubicat al Centre Cultural "El Molí" de Benetússer on s'exhibeixen les restes de ceràmica romana i islàmica trobades en 1987 datades d'entre el segle I i el XVII.

## Història
En les excavacions fetes l'any 1987 a la plaça Cardenal Benlloch (plaça de l'Església), van aparèixer restes ceràmiques islàmiques datades entorn del segle X-XI. Els conjunts dels materials van ser d'una gran complexitat i de funcions variables: culinàries, pisa, atuells d'il·luminació i de caràcter lúdic que donaven a conèixer el parament domèstic duna casa andalusina. Aquest conjunt ceràmic va tindre gran rellevància tant per la seua qualitat com pel seu estat de conservació (70 peces ceràmiques de pisa completes) sense tindre en compte els fragments arreplegats durant l'excavació que possiblement conformen més peces, no restaurades en el seu moment per falta de mitjans. Destaquen a més per la seua varietat decorativa dins dues sèries definides: la decorada en verd i bru de manganès, en la que predominen els temes geomètrics vegetals. Es tracta de grans safates per presentar els aliments, petites escudelles per servir-los i contenidors de formes variades per abocar líquids. Les gerres per a veure són els únics tipus que no hi són decorades. Tot i això estan lluny de la varietat tipològica i estilístiques de les ceràmiques andalusines del segle xiii.
Aquest conjunt està dipositat en el Museu Nacional de Ceràmica i de les Arts Sumptuàries "Gonzàlez Martí". Del conjunt 17 peces han "retornat" al municipi per a la seua exposició permanent, a l'espera de poder ser exposades completament a Benetússer en el futur.
En les excavacions posteriors, en el carrer Salvador Giner i Mariano Benlliure, es van localitzar diferents objectes ceràmics datats entre el segle XIV-XVII.
La Generalitat Valenciana va reconèixer al març de 2011 la col·lecció municipal, situada a l'antic molí de Favara, com a museu, i passà de tindre sols l'exposició permanent, a incorporar dues sales més, una permanent anomenada La terra amaga secrets, amb les descobertes arqueològiques de Benetússer, i una altra temporal.
L'exposició permanent Arrels de Fang és una selecció dels materials apareguts en les diferents intervencions arqueològiques realitzades des dels anys 80 fins a l'actualitat al municipi, entre les quals destaquen una plat d'època islàmica (segle XVII) i una escudella de ceràmica vidriada. La segona sala La terra amaga secrets, recrea una excavació de l'època islàmica i cristiana.

## L'exposició
L'exposició gira entorn dels elements que configuren la fabricació d'un atuell ceràmic; terra, aigua, aire i foc, dividida en 2 etapes històriques diferents; la Islàmica i la Cristiana Moderna. Consta d'un audiovisual que intenta situar al visitant en aquells moments històrics i es va crear un catàleg per a major divulgació.